# Barrem

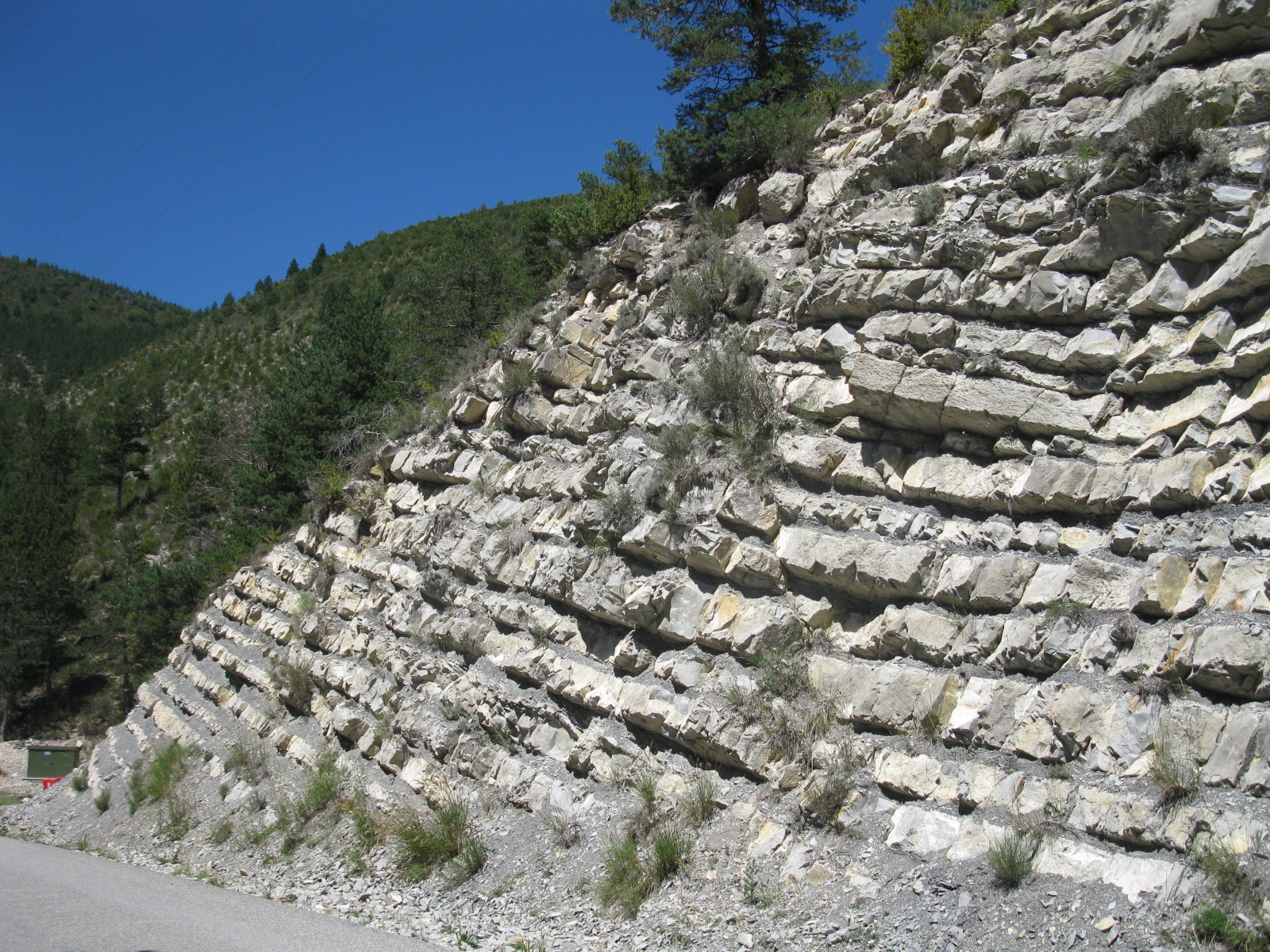
Sedimentární výchozy z období barremu na území Francie.

Barrem [barem] je čtvrtý ze šesti chronostratigrafických stupňů spodní křídy, který je datován do rozmezí před 129,4 až 125,0 Ma (milionů let). Nověji pak je toto geologické období rané křídy datováno na 125,77 až 121,4 (+- 1 m. l.). Barremu předcházel hauteriv a následoval ho apt.

## Definice
Původní typová lokalita pro barrem je v okolí obce Barrême (departement Alpes-de-Haute-Provence, Francie). Henry Coquand definoval a pojmenoval tento stupeň v roce 1873.
Báze (dolní hranice) barremu je určena prvním výskytem amonitů Spitidiscus hugii a Spitidiscus vandeckii. Horní hranice (báze aptu) je určena geomagnetickým přepólováním na začátku chronozóny M0r, která je biologicky blízko prvnímu výskytu amonitů Paradeshayesites oglanlensis
Podle některých výzkumů ale barrem končí až v době před 120,2 milionu let a byl tedy podstatně delším obdobím.

## Dělení
Stupeň barrem bývá dále dělen na dva podstupně: spodní a svrchní.
V oblasti moře Tethys obsahuje barrem jedenáct amonitových biozón.

## Fauna

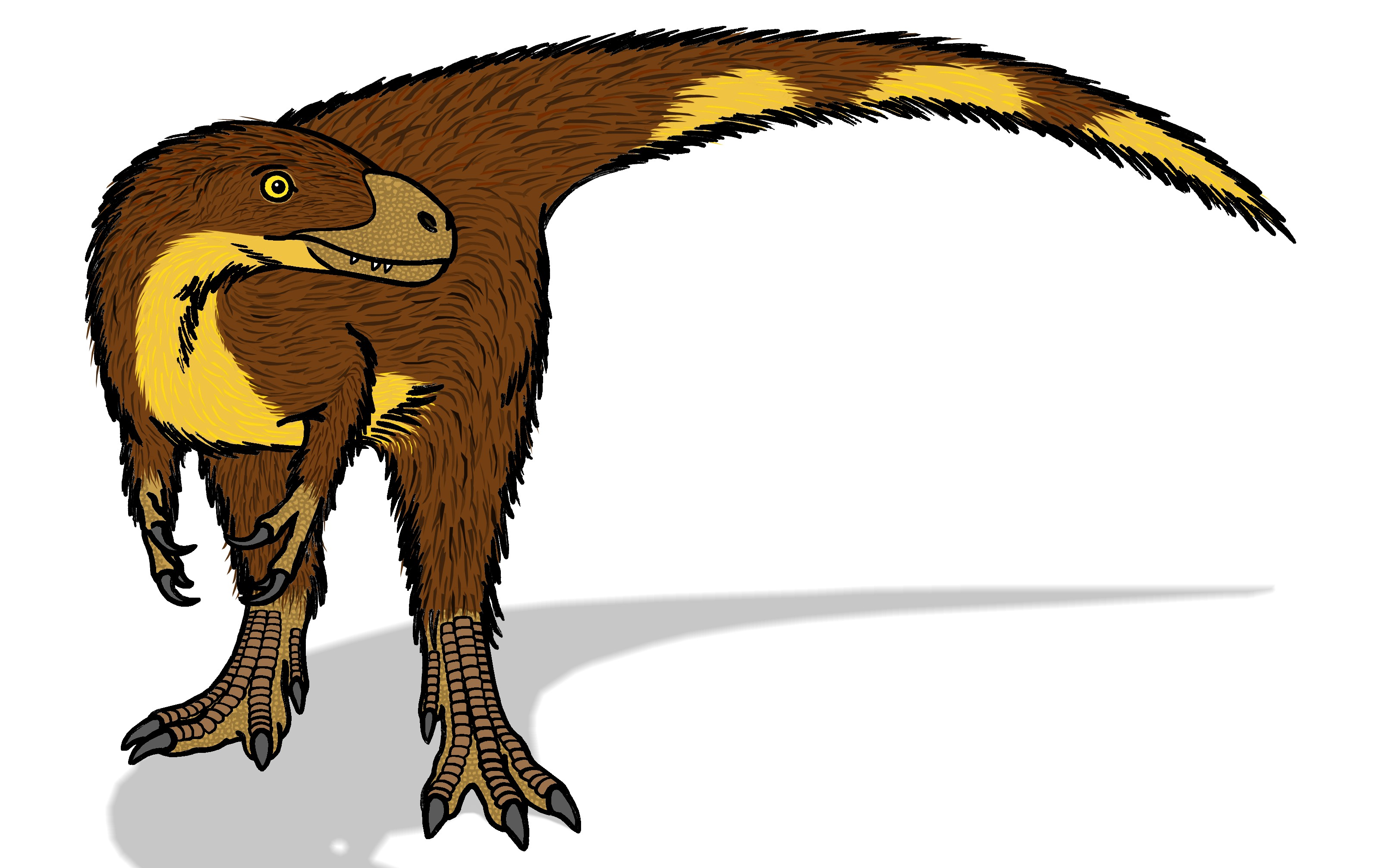
Dilong paradoxus – rekonstrukce přibližného vzezření.

V tomto období dominovali na pevninách dinosauři, v mořích pak plesiosauři a další obratlovci. Ve vzduchu dominují zejména ptakoještěři. Objevují se také „praptáci“ enantiornité, jako byl rod Noguerornis. Pokračuje vývoj drobných savců, ještěrů, obojživelníků, krokodýlovitých plazů a dalších obratlovců.
Slavnými lokalitami jsou zejména čínská paleontologická naleziště na území provincie Liao-ning. Zde bylo objeveno také množství tzv. opeřených dinosaurů, jako byl malý tyranosauroidní teropod druhu Dilong paradoxus.
V roce 1960 byly na Špicberkách objeveny fosilní otisky stop ornitopodních dinosaurů staré kolem 125 milionů let (raná křída, barrem až apt), další pak byly odkryty v 70. letech 20. století a na začátku 21. století.